# Дадли Мур
Дадли Мур (Лондон, 19. април 1935 — Плејнфилд, 27. март 2002) био је британски музичар, комичар, композитор и глумац.

## Дјетињство
Рођен је са деформитетом на стопалу, и уз његову висину од 159 cm то је био разлог да му се људи ругају, и самим тим је имао тешко дјетињство. Био је син електричара, и имао је старију сестру, која је јавно изјавила да су њеног брата и родитељи занемаривали. У шестој години се учланио у црквени хор, учио је да свира клавир и виолину. Био је велики пијаниста и до своје 14. године је свирао оргуље на црквеним вјенчањима.

## Приватни живот
Мур је био ожењен и разведен четири пута: глумицама Сузи Кендал (1968—1972), Тјуздеј Велд (1975—1980, с којом је добио сина 1976), Броуган Лејн (1988—1991) и Никол Ротшилд (1994—1998; један син, рођен 1995). Одржавао је добре односе са Кендал, Велд и Лејн, али је изричито забранио Ротшилдовој да присуствује његовој сахрани. У време када је његова болест постала очигледна, он је пролазио кроз тежак развод са Ротшилдовом, док је истовремено делио кућу у Лос Анђелесу са њом и њеним претходним мужем.

## Каријера
У свом животу је снимио 23 филма а најпознатији су Артур и Десетка. Исказао се као велики комичар заједно са Питером Куком, али је престао да сарађује са њим због алкохолизма. Био је номинован за Оскара и освојио је два Златна глобуса. Са колегиницом Лајзом Минели је водио 55. додјелу Оскара.

## Смрт
Када је почео показивати знакове болести, људи су сматрали да је то због алкохолизма, али је он те гласине оповргнуо изјавом да болује од поремећаја мозга. Његова болест је дијагностикована као прогресивна супрануклеарна парализа. Умро је 27. марта 2002. године.